# Brochon
Brochon és un municipi francès, situat al departament de la Costa d'Or i a la regió de Borgonya - Franc Comtat. L'any 2007 tenia 651 habitants.

## Demografia

### Població
El 2007 la població de fet de Brochon era de 651 persones. Hi havia 250 famílies, de les quals 64 eren unipersonals (32 homes vivint sols i 32 dones vivint soles), 73 parelles sense fills, 85 parelles amb fills i 28 famílies monoparentals amb fills.
La població ha evolucionat segons el següent gràfic:
Habitants censats

### Habitatges
El 2007 hi havia 281 habitatges, 261 eren l'habitatge principal de la família, 7 eren segones residències i 14 estaven desocupats. 246 eren cases i 35 eren apartaments. Dels 261 habitatges principals, 203 estaven ocupats pels seus propietaris, 43 estaven llogats i ocupats pels llogaters i 14 estaven cedits a títol gratuït; 8 tenien una cambra, 14 en tenien dues, 32 en tenien tres, 66 en tenien quatre i 140 en tenien cinc o més. 140 habitatges disposaven pel capbaix d'una plaça de pàrquing. A 98 habitatges hi havia un automòbil i a 134 n'hi havia dos o més.

### Piràmide de població
La piràmide de població per edats i sexe el 2009 era:
| Homes | Edats   | Dones |
| ----- | ------- | ----- |
| 0     | 95 o +  | 4     |
| 4     | 90 a 94 | 4     |
| 4     | 85 a 89 | 20    |
| 4     | 80 a 84 | 8     |
| 12    | 75 a 79 | 12    |
| 8     | 70 a 74 | 24    |
| 32    | 65 a 69 | 16    |
| 8     | 60 a 64 | 12    |
| 16    | 55 a 59 | 32    |
| 28    | 50 a 54 | 36    |
| 16    | 45 a 49 | 12    |
| 12    | 40 a 44 | 28    |
| 40    | 35 a 39 | 40    |
| 24    | 30 a 34 | 20    |
| 8     | 25 a 29 | 8     |
| 20    | 20 a 24 | 8     |
| 20    | 15 a 19 | 28    |
| 28    | 10 a 14 | 24    |
| 24    | 5 a 9   | 24    |
| 16    | 0 a 4   | 12    |

## Economia
El 2007 la població en edat de treballar era de 409 persones, 277 eren actives i 132 eren inactives. De les 277 persones actives 271 estaven ocupades (138 homes i 133 dones) i 6 estaven aturades (2 homes i 4 dones). De les 132 persones inactives 56 estaven jubilades, 53 estaven estudiant i 23 estaven classificades com a «altres inactius».

### Ingressos
El 2009 a Brochon hi havia 249 unitats fiscals que integraven 601 persones, la mediana anual d'ingressos fiscals per persona era de 23.650 €.

### Activitats econòmiques
Dels 26 establiments que hi havia el 2007, 2 eren d'empreses alimentàries, 1 d'una empresa de fabricació d'altres productes industrials, 1 d'una empresa de construcció, 9 d'empreses de comerç i reparació d'automòbils, 1 d'una empresa de transport, 2 d'empreses d'hostatgeria i restauració, 2 d'empreses financeres, 1 d'una empresa immobiliària, 2 d'empreses de serveis, 1 d'una entitat de l'administració pública i 4 d'empreses classificades com a «altres activitats de serveis».
Dels 6 establiments de servei als particulars que hi havia el 2009, 1 era un taller de reparació d'automòbils i de material agrícola, 1 perruqueria, 2 restaurants, 1 tintoreria i 1 saló de bellesa.
Dels 3 establiments comercials que hi havia el 2009, 1 era, 1 una botiga de mobles i 1 una joieria.
L'any 2000 a Brochon hi havia 28 explotacions agrícoles que ocupaven un total de 192 hectàrees.

## Equipaments sanitaris i escolars
El 2009 hi havia 1 escola maternal integrada dins d'un grup escolar amb les comunes properes formant una escola dispersa i 1 escola elemental integrada dins d'un grup escolar amb les comunes properes formant una escola dispersa. A Brochon hi havia 1 col·legi d'educació secundària i 1 liceu d'ensenyament general. Als col·legis d'educació secundària hi havia 613 alumnes i als liceus d'ensenyament general 728.

## Poblacions més properes
El següent diagrama mostra les poblacions més properes.